# Boswil
Boswil is een gemeente en plaats in het Zwitserse kanton Aargau en maakt deel uit van het district Muri.
Boswil telt 2.618 inwoners.